# لويس ألبرتو هيرناندو
لويس ألبرتو هيرناندو (بالإسبانية: Luis Hernando)‏ هو متسابق بياثل إسباني، ولد في 27 سبتمبر 1977 في برغش في إسبانيا.

## وصلات خارجية
- الموقع الرسمي
- لويس ألبرتو هيرناندو على موقع الاتحاد الدولي لألعاب القوى (الإنجليزية)
- لويس ألبرتو هيرناندو على موقع الاتحاد الألماني للألترا ماراثون (الإنجليزية)
- لويس ألبرتو هيرناندو على موقع IBU (الإنجليزية)
- لويس ألبرتو هيرناندو على موقع الاتحاد الدولي للتزلج (التزلج الريفي) (الإنجليزية)
- لويس ألبرتو هيرناندو على موقع رابطة إحصائيات سباق الطريق (الإنجليزية)
- لويس ألبرتو هيرناندو على موقع الرابطة الدولية لركض المسار (الإنجليزية)
- لويس ألبرتو هيرناندو على موقع اللجنة الأولمبية الدولية (الإنجليزية)
- لويس ألبرتو هيرناندو على موقع أوليمبيديا (الإنجليزية)